# Double Vision (singolo 3OH!3)
Double Vision è un singolo del gruppo musicale di musica elettronica 3OH!3, il secondo estratto dall'album Streets of Gold del gruppo.
Il singolo è stato pubblicato il 7 agosto 2010 dalla Photo Finish Records.

## Classifiche
| Classifica (2010)      | Posizione massima |
| ---------------------- | ----------------- |
| Australia              | 2                 |
| Canada                 | 1                 |
| Nuova Zelanda          | 1                 |
| U.S. Billboard Hot 100 | 7                 |
| U.S. Billboard Pop 100 | 2                 |